# Platja El Serrón
La platja El Serrón està en el concejo de Valdés, en l'occident del Principat d'Astúries (Espanya) i pertany al poble de Busto Forma part de la Costa Occidental d'Astúries i està emmarcada en el Paisatge protegit de la Costa Occidental d'Astúries.

## Descripció
La seva for[ma és lineal, té una longitud d'uns 310 m i una amplària mitjana de 20 m. L'entorn és pràcticament verge i una perillositat mitjana. El jaç està format per palets i molt poques zones de sorres gruixudes i fosques. L'ocupació i urbanització són escasses.
La platja es pot visitar solament per mar si bé alguns pescadors de la zona, coneixedors de senderes amagades però no per això menys perillosos, baixen a pescar a canya. Per poder visitar-la des de la part superior dels penya-segats cal arribar al poble de Busto i des d'allí prendre una senda que va cap a l'occident. Després de caminar uns dos km cal girar cap a l'esquerra però si hi ha equivocació no importa, ja que són varis els camins que condueixen a la part superior dels penya-segats pissarrós És molt important prendre grans precaucions en apropar-se al penya-segat doncs la vegetació no deixa veure clarament el seu inici.
Tenint en compte del que s'ha dit i si es prenen les degudes precaucions, les activitats més recomanades són la pesca submarina i l'esportiva a canya.